# Westpark (Braunschweig)

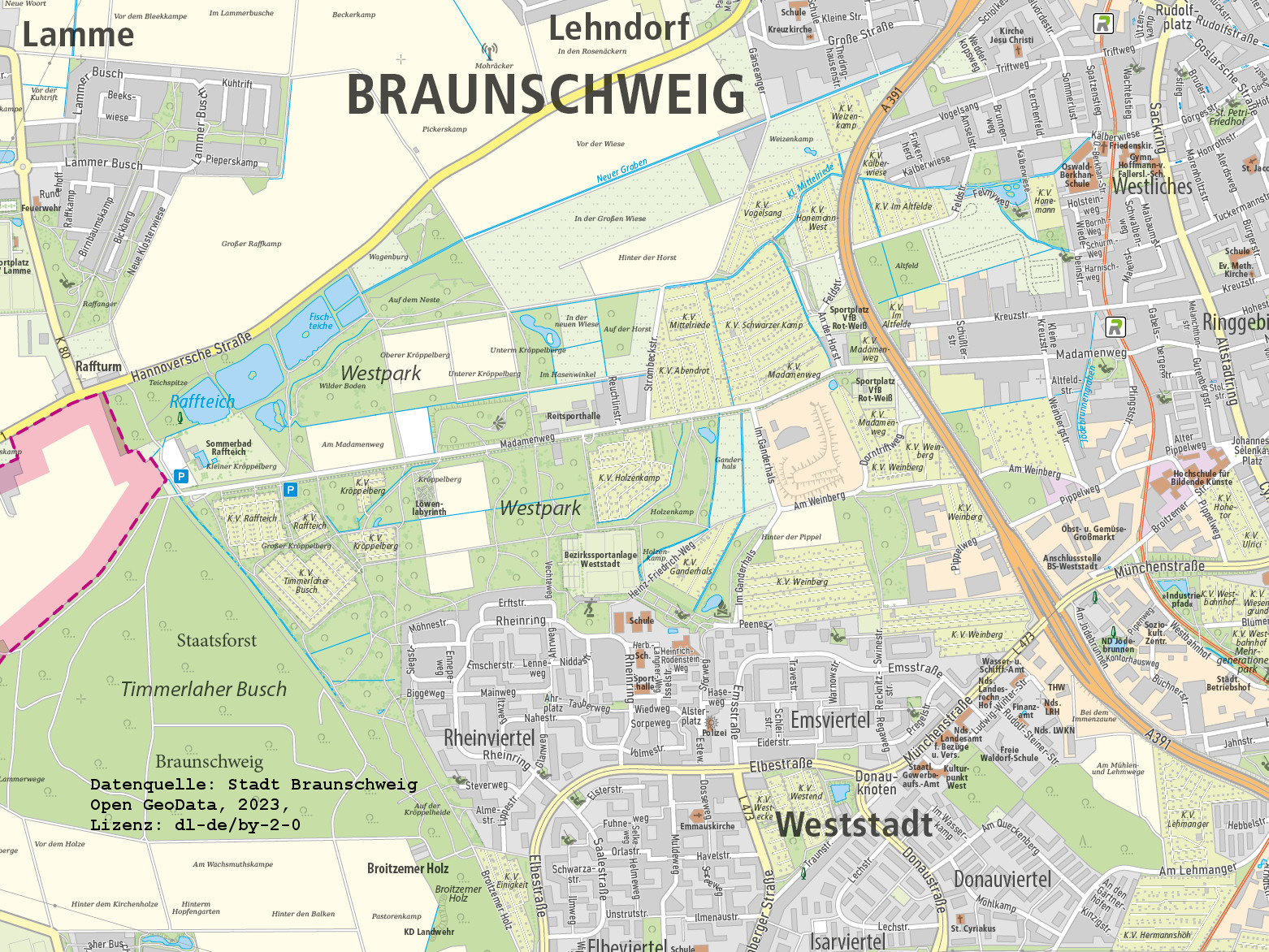
Westpark im Braunschweiger Stadtplan 2023

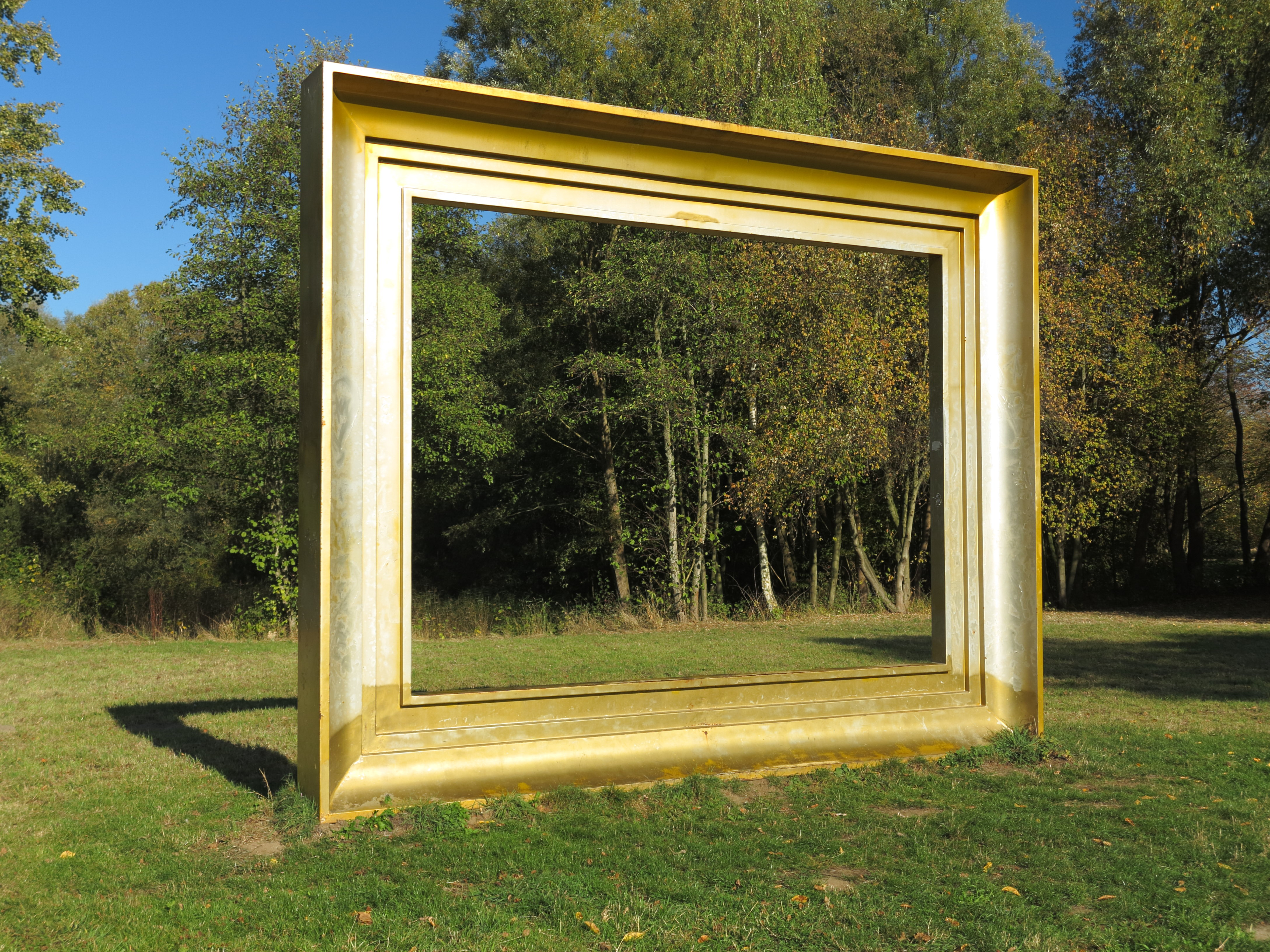
Der Bilderrahmen

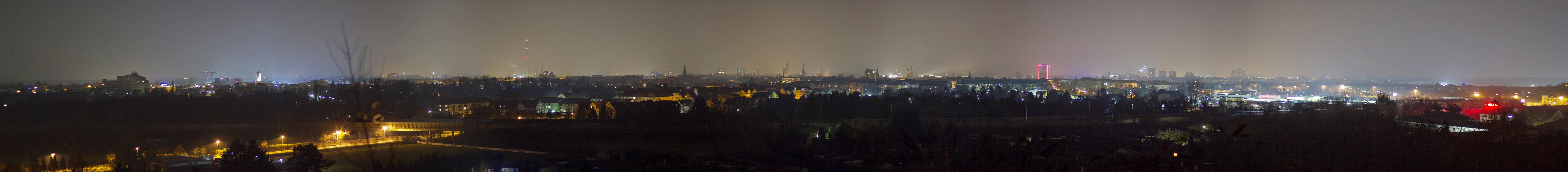
Blick vom Millenniumberg in Richtung Innenstadt bei Nacht

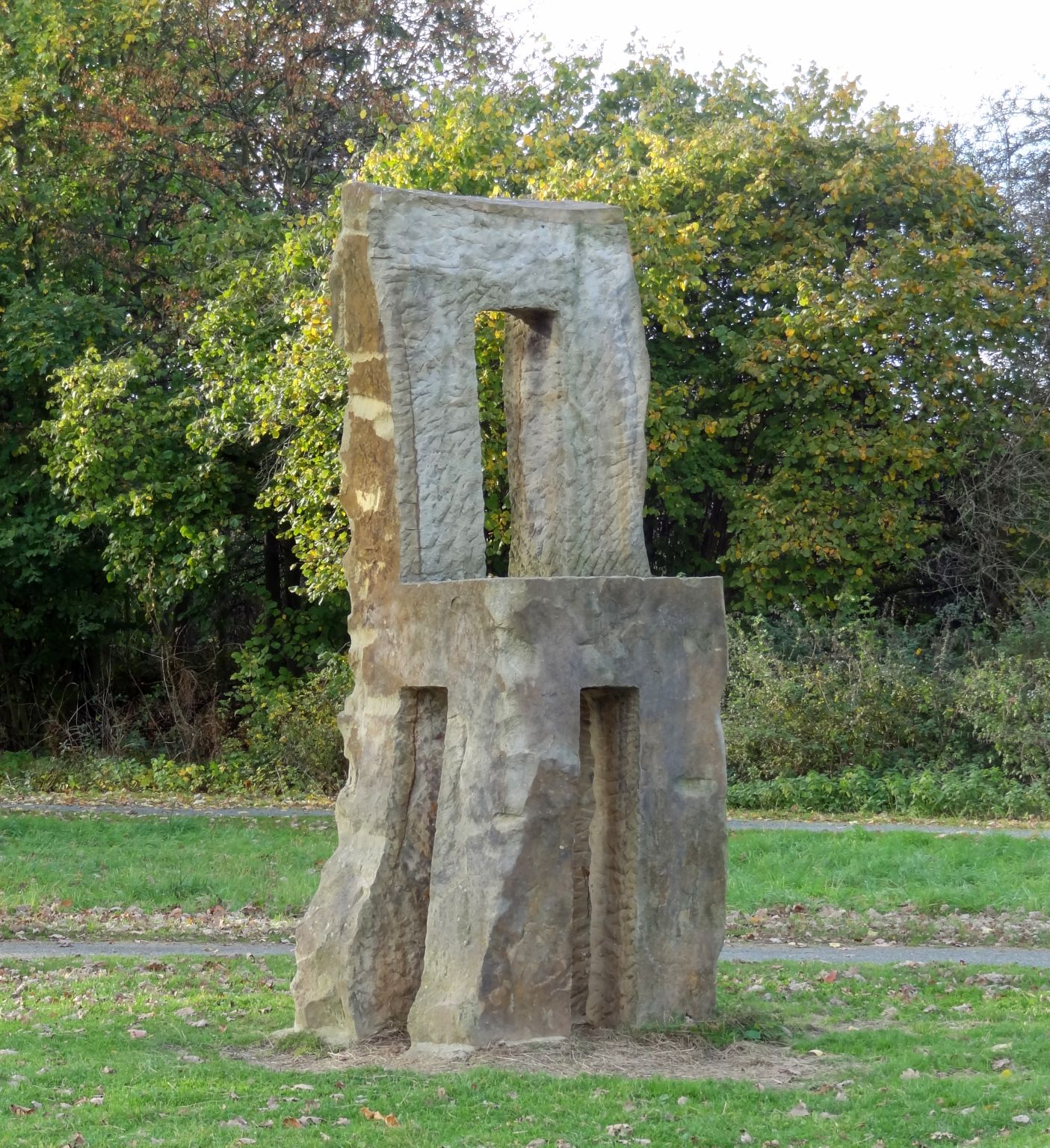
Die 3,50 m hohe Skulptur „Der Stuhl“

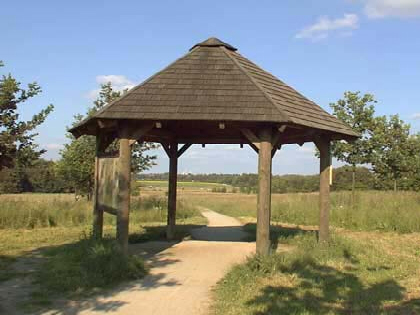
Pavillon im Norden

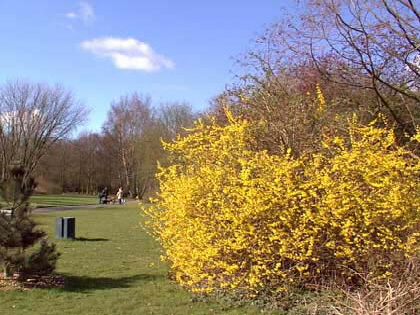
Zwischen Kleingartenanlagen

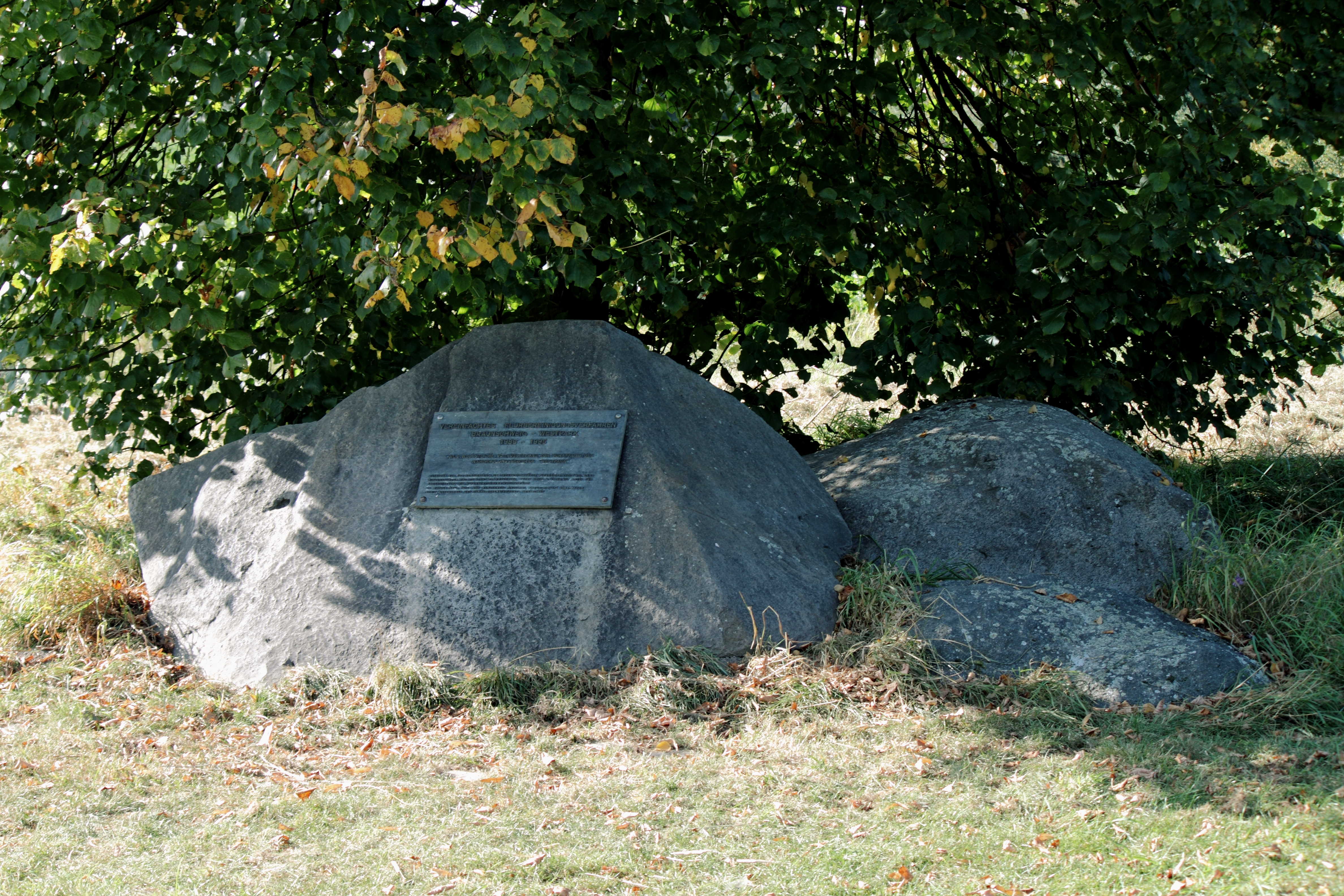
Denkmal für die Flurbereinigung

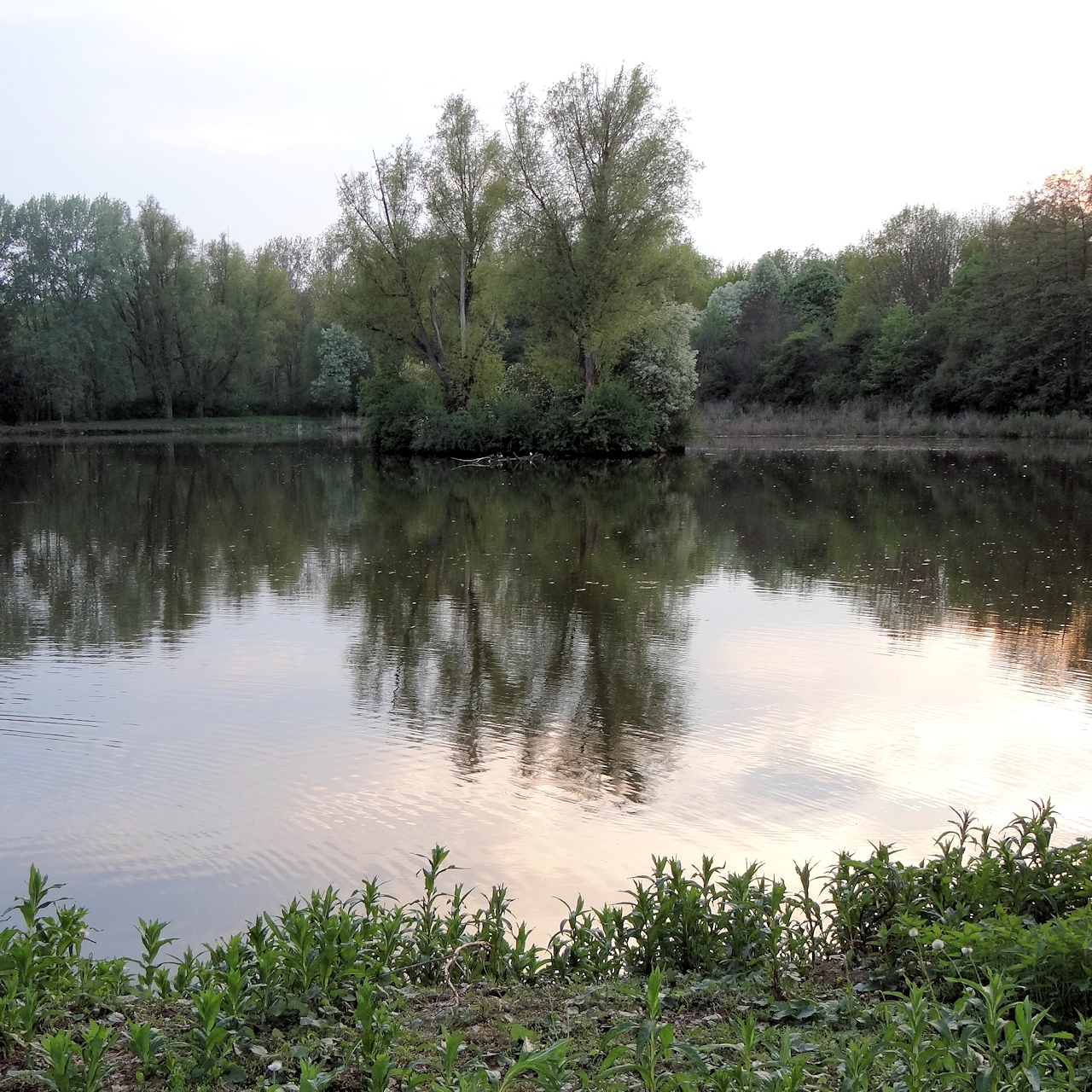
Fischteich

Der Westpark ist eine Parkanlage und ein Naherholungsgebiet im Westen der Stadt Braunschweig, nördlich des Stadtteils Weststadt. Der Park erstreckt sich beidseitig des Madamenwegs.

## Lage und Gestaltung
Der Braunschweiger Westpark ist ein gemischt genutztes Naherholungsgebiet, das sich auf einer Fläche von 240 Hektar erstreckt. Die Westgrenze verläuft entlang der Landwehr am Timmerlaher Busch zwischen Broitzemer Holz und Raffturm und wird durch ausgedehnte Baumgruppen geprägt. Die Bundesstraße 1 bildet die Nordgrenze bis zum Ortsrand von Lehndorf am Gänseanger. Im weiteren schließen im Osten die Autobahn bis zur Münchenstraße und im Süden die Bebauung der Weststadt den Park ab. Die öffentlichen Parkflächen innerhalb des Gebietes betragen zur Zeit 110,8 Hektar, weitere Flächen nehmen u. a. Kleingärten, Landwirtschaftsflächen, Sportanlagen und Teiche ein. Der Nordosten ist eher ländlich geprägt und wird durchzogen von verschiedenen Wildblumenwiesen. Im nordwestlichen Teil befinden sich die Raffteiche sowie verschiedene kleine Biotope. Etliche Gräben sowie die Kleine Mittelriede entwässern das Gebiet Richtung Osten zur Schölke. Der Südöstliche Teil wird durch stillgelegte Tongruben und Ziegeleien geprägt.
Zum Konzept des Westparks gehört die Bepflanzung mit größtenteils einheimischen Sträuchern und Bäumen.
Nördlich des Madamenwegs befindet sich ein kleines Arboretum bzw. ein Baumlehrpfad, dort finden sich auch einige Fremdgehölze.

### Aussichtspunkte
Im Westpark befinden sich derzeit drei Aussichtspunkte. Der nördliche Aussichtspunkt, auf dem sich ein Informationspavillon befindet, bietet einen Blick auf die Innenstadt Braunschweigs und auf die Türme der mittelalterlichen Kirchen. Ein zweiter Aussichtspunkt auf einem kleinen Hügel am Madamenweg bietet einen Blick über den Westpark. Da dieser heute stark bewachsen ist, bietet der Hügel nur eine eingeschränkte Sicht. Bürger der Weststadt regten den Bau eines Aussichtsturm auf diesem Hügel an, die darauf entworfenen Planungen wurden jedoch nicht realisiert.
Einen weiteren Aussichtspunkt bildet der Millenniumberg im östlichen Parkbereich. Dieser bietet einen Totalrundblick auf die Stadt und weit ins Umland, ist jedoch aktuell nicht immer für die Öffentlichkeit zugänglich. Der künstliche Hügel sollte die höchste Erhebung Braunschweigs werden.

## Geschichte
Der Westpark entstand ab 1980 auf der Grundlage einer Gesamtplanung von Günter Nagel und ist gegenwärtig noch in Entwicklung. In frühen Planungen war der ursprünglich geplante Name „Madamenpark“ in Anlehnung an den Madamenweg.
Eines der wichtigsten Projekte der letzten Jahre war vornehmlich die Anlegung einer dreireihigen Lindenallee in Ost-West-Richtung mit Geh-/Radweg und Reiterweg, abgeschlossen wird die Allee jeweils an beiden Enden mit kreisförmig gepflanzten Bäumen. Ursprünglich war sie vierreihig geplant. Weitere Alleen wurden am Vechteweg und am Hauptquerweg angelegt.
Im Osten des Westparks plante ein privater Investor das Veranstaltungsgelände „Millennium“ mit einer Veranstaltungshalle, einem Freilufttheater und einem aus Schuttablagerungen gebildeten gut 200 Meter breiten Aussichtsberg, der bei seiner Fertigstellung den höchsten Punkt Braunschweigs darstellen wird. Schon jetzt bietet der Millenniumberg einen freien Blick auf die gesamte Stadt Braunschweig. Bis auf die Fertigstellung der Veranstaltungshalle „Millenium Event Center“, ruhen die Arbeiten an den anderen Projekten nach Konflikten mit der Bauaufsichtsbehörde und der Stadtverwaltung und Ermittlungsverfahren seit 2008.
Von 2006 bis 2007 wurde der Westpark im Süden, am Rand der Weststadtbebauung, um 4,7 Hektar erweitert. Dabei wurden auch ein Spielplatz und ein Kleinkindspielplatz angelegt. Dies geschah als Ersatz für den 2005 durch das ECE-Einkaufszentrum „Schloss-Arkaden“ bebauten Schlosspark. Westlich des großen Parkplatzes an der Straße Im Ganderhals soll ein Restaurant gebaut werden. Eine weitere Planung ist das Anlegen von Blumenwiesen. Im nordöstlichen Bereich entsteht eine dauerhafte Wildstaudenfläche.
Im April 2010 wurde im Westpark ein Discgolf-Parcours freigegeben.
Anlässlich der Europakonferenz der Wirtschaftsjunioren im Juni 2012 in Braunschweig, sollte für jeden der Teilnehmer je ein Baum im Westpark gepflanzt werden. Die Baumpflanzaktion mit dem Namen JCI GoesGreen und Oberbürgermeister Gert Hoffmann als Schirmherrn, soll in zwei Abschnitten erfolgen: Einmal im Frühjahr 2012 vor der Konferenz und einmal nach der Konferenz im Herbst. Gepflanzt werden ca. 2500 ausschließlich heimische und standortgerechte Bäume wie Stieleichen, Hainbuchen, Ebereschen, Bergahorn und Vogelkirschen als Hochstämme, Heister und Forstware.
Seit den 2000er Jahren werden im Norden des Westparks Bäume gepflanzt, für die verwaiste Eltern Patenschaften übernehmen können, um ihren verstorbenen Kindern zu gedenken. 2017 wurde am Ganderhals ein öffentlicher Grillplatz errichtet. 2019 wurden die Informationstafeln des Baumlehrpfads im Norden des Parks erneuert und ergänzt.
Im Jahr 2020 wurde der Westpark am Madamenweg um ein Labyrinth aus Elefantengras ergänzt. Das Labyrinth wurde in der Form des Braunschweig-Signets angelegt, dem sogenannten Eidenbenzlöwen.

## Kunst und Kultur

### Skulpturen und Denkmale
Bereichert wird der Park durch einige Kunstwerke, die von Studenten der Hochschule für Bildende Künste Braunschweig gestaltet und umgesetzt wurden. Die Skulpturen entstanden 1990 während des 2. Braunschweiger Bildhauersymposiums. „Der Bilderrahmen“ befindet sich in der Nähe des Raffteichs und die Skulptur „Der Informationspfeiler“ im Südwesten des Westparks am Timmerlaher Busch. Die 3,50 Meter hohe Skulptur „Der Stuhl“ der Künstlerin Martina Benz in der Nähe der Bezirkssportanlage Westpark wurde aus einem Felsbrocken aus einem Steinbruch bei Ibbenbüren bearbeitet. Die rustikale Skulptur wiegt 12 Tonnen. Die Skulpturen „Das Paar“ der Künstlerin Anke Westermann befinden sich auf dem Aussichtsberg am Madamenweg. Später wurden weitere Kunstwerke und Denkmale von anderen Künstlern errichtet. Ein Gedenkstein im Nordosten erinnert an die Flurbereinigung im Westpark. Weitere Denkmale wurden auf dem noch unfertigen Millenniumberg errichtet. In der Weststadt in der Nähe des Westparks befinden sich das „Figurenpaar“.

### Veranstaltungen
Jährlich finden im Westpark ein Drachenfest und im Raffteichbad Ende August/Anfang September ein dreitägiges Open-Air-Fest (Raffteich Open Air) statt. In unregelmäßigen Abständen wurde von 2003 bis 2010 vier Mal das Open-Air-Musikfest WESTival veranstaltet, bis es zum Weststadt-Sommerfest weiterentwickelt wurde.

## Sport und Freizeit
Für sportliche Aktivitäten bietet der Westpark mehrere Sportstätten. Im Nordwesten am Raffteich befindet sich das Sommerbad Raffteich. Am Rheinring im Süden des Parks befindet sich die Bezirkssportanlage Westpark. Die Bezirkssportanlage verfügt über Fußballfelder und eine Tennisanlage.
Für den Reitsport wurden besonders nördlich des Madamenwegs mehrere Reitwege ausgewiesen. Westlich des Vechtewegs befindet sich ein kleiner Spielplatz mit Mountainbike-Parcours.
Im Park ist eine Discgolf-Anlage installiert, die kostenlos genutzt werden kann. Startpunkt ist der Aussichtshügel am Madamenweg. Der Parcours umfasst 18 Bahnen auf einer zwei Hektar großen Fläche.
Im Juli 2016 wurde eine Calisthenics-Anlage mit generationsübergreifender Trimm-Anlage eröffnet.

## Pläne für Landesgartenschau 1988
1979 beschloss die Stadt die Ausrichtung der Niedersächsischen Landesgartenschau 1988 im Westpark. Dabei wurde durch Günter Nagel und seine Mitarbeiter ein Konzept für das Kerngelände der Landesgartenschau erarbeitet. Zur Landesgartenschau kam es jedoch nicht.

## Naturschutz
Der Westpark bietet seltenen und gefährdeten Tieren einen Lebensraum. Beobachtet wurden u. a. Füchse und Nachtigallen. 2004 wurden von der NABU 15 Nachtigallreviere gezählt. In den Raffteichen finden sich Schwanenmuscheln. Für die Ansiedlung weiterer Tiere wurden Feuchtbiotope und Blumenwiesen geschaffen und brachliegende Flächen aufgeforstet.
Am Rande des Timmerlaher Buschs betreibt der Naturschutzbund Deutschland seit 2019 die regional agierende Ökologische NABU-Station Aller/Oker. Das Gebäude war 2015 für den nur kurzzeitig betriebenen Hochseilgarten Westpark errichtet worden.